# بولکور
بولکور (به لاتین: Bulkur) یک رود در روسیه است که در یاقوتستان واقع شده‌است.